# TýTý 2001
Dne 16. února 2002 se konalo slavnostní vyhlášení XI. ročníku prestižní ankety TýTý 2001.

## Výsledky
| Kategorie                        | Vítěz            | Televize       |
| -------------------------------- | ---------------- | -------------- |
| Moderátor zpravodajských pořadů  | Pavel Zuna       | TV Nova        |
| Moderátor publicistických pořadů | Radek John       | TV Nova        |
| Moderátor zábavných pořadů       | Petr Novotný     | TV Nova        |
| Moderátor soutěžních pořadů      | Vladimír Čech    | TV Nova        |
| Sportovní komentátor             | Pavel Poulíček   | TV Nova        |
| Zpěvák                           | Karel Gott       |                |
| Zpěvačka                         | Lucie Bílá       |                |
| Herec                            | Miroslav Donutil | Česká televize |
| Herečka                          | Jiřina Bohdalová | Česká televize |
| Dabér/ka                         | Valérie Zawadská |                |
| Pořad roku                       | Banánové rybičky | Česká televize |
| Absolutní vítěz                  | Marek Eben       | Česká televize |
| Dvorana slávy                    | Gustav Oplustil  | Česká televize |